# Corra Castle (South Lanarkshire)

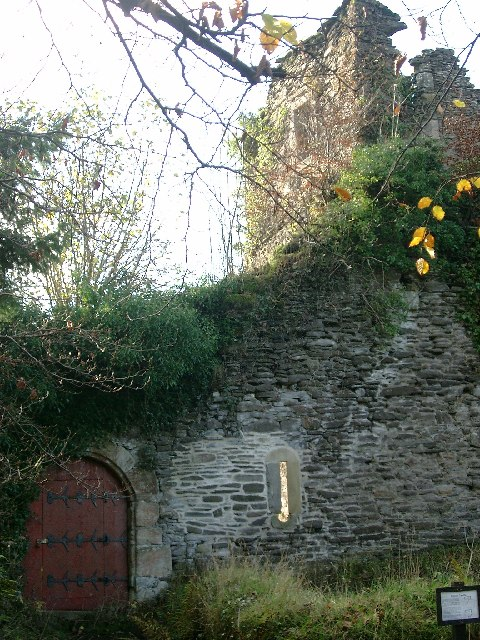
Corra Castle

Corra Castle ist ein Tower House nahe der schottischen Siedlung New Lanark in der Council Area South Lanarkshire. Corra Castle ist als Scheduled Monument klassifiziert. Eine ehemalige zusätzliche Einstufung als Kategorie-A-Bauwerk wurde zwischenzeitlich aufgehoben.

## Geschichte
Der Bauzeitraum von Corra Castle ist nicht überliefert. Architektonische Details deuten auf einen Bau im Laufe des 17. Jahrhunderts hin. Hingegen deutet eine am Fuße der Grundmauern aufgefundene irische Münze mit dem Konterfei Eduards I. auf einen älteren Bauzeitraum hin. Des Weiteren soll die schottische Königin Maria Stuart auf ihrem Weg zur Schlacht von Langside angeblich auf Corra Castle genächtigt haben. Aus diesen Gründen wird Corra Castle eher auf das 16. Jahrhundert datiert.

## Beschreibung
Die Ruinen von Corra Castle stehen isoliert oberhalb des Corra Linn, eines der Fälle der Falls of Clyde. Die Industriesiedlung New Lanark liegt rund einen Kilometer nordwestlich am gegenüberliegenden Clyde-Ufer. Die Ländereien gehören heute zu dem aus den 1820er Jahren stammenden Herrenhaus Corehouse.
Die längliche Burgruine nimmt eine Fläche von 13,7 m × 4,9 m ein. Das Mauerwerk ist fast einen Meter mächtig. Die Südwestkante des Tower House ist am besten erhalten. Sie ragt bis zu einer Höhe von fünf Metern auf. Vermutlich handelte es sich um ein zweistöckiges Gebäude mit Dachgeschoss. Die Nord- und Westfassaden wurden abgebrochen, um Raum für landwirtschaftliche Gebäude zu schaffen.